# Menemerus rabaudi
Menemerus rabaudi är en spindelart som beskrevs av Berland, Millot 1941. Menemerus rabaudi ingår i släktet Menemerus och familjen hoppspindlar. Inga underarter finns listade i Catalogue of Life.